# Regiunea Banská Bystrica
Banská Bystrica (în slovacă Banskobystrický kraj) este o regiune (kraj) în Slovacia. Reședința sa este orașul Banská Bystrica. Cuprinde 13 districte: Banská Bystrica, Banská Štiavnica, Brezno, Detva, Krupina, Lučenec, Poltár, Revúca, Rimavská Sobota,   Veľký Krtíš, Zvolen, Žarnovica, Žiar nad Hronom.

## Demografie
| An:                | 1994    | 2004    | 2014    | 2024    |
| ------------------ | ------- | ------- | ------- | ------- |
| Număr de persoane: | 664.072 | 658.368 | 655.359 | 611.124 |
| Diferență:         |         | −0,85%  | −0,45%  | −6,74%  |

| An:                | 2023    | 2024    |
| ------------------ | ------- | ------- |
| Număr de persoane: | 614.356 | 611.124 |
| Diferență:         |         | −0,52%  |